# Potamogeton × subsessilis
Potamogeton × subsessilis là một loài thực vật có hoa lai ghép trong họ Potamogetonaceae. Loài này được Hagstr. miêu tả khoa học đầu tiên năm 1916.